# Elodes spinidens
Elodes spinidens is een keversoort uit de familie moerasweekschilden (Scirtidae). De wetenschappelijke naam van de soort werd in 2001 gepubliceerd door Bernard Klausnitzer.